# Gračac (żupania szybenicko-knińska)
Gračac – wieś w Chorwacji, w żupanii szybenicko-knińskiej, w mieście Skradin. W 2011 roku liczyła 179 mieszkańców.